# Likasi
Likasi (vroeger Jadotstad of Jadotville) is een stad van de Democratische Republiek Congo en vormt de belangrijkste industriële stad van de provincie Haut-Katanga. De stad ligt in het centrum van de mijnenregio van Katanga, dicht bij de Mitumba en Kundelungu gebergten.
Er wonen 422.726 mensen (1 januari 2005). De stad is uitgegroeid tot een mijnstad, met een grote fabriek voor de verwerking van koper. De stad wordt van energie voorzien door waterkracht met een centrale aan het kunstmatige Tshangalelemeer, een stuwmeer 25 kilometer van de stad.
Als eerbetoon aan de verwezenlijkingen van Jean Jadot kreeg Likasi in 1931 de naam Jadotstad (Jadotville). Deze naam zou behouden blijven tot in 1966 toen de oude naam terug hersteld werd.
In 1961 werden VN vredestroepen bij Jadotstad aangevallen door strijders gelieerd aan de destijds van Congo afgescheiden staat Katanga.

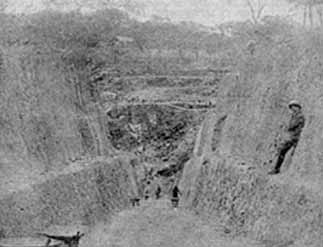
Shinkolobwe. De handgesorteerde ertsen uit deze mijn bevatten tot 65% U_{3}O_{8} (twee grootteordes meer dan op enige andere plaats).

## Geboren
- Paul Van de Velde (15 februari 1922-1972), Belgisch televisiepresentator
- Pierre Kalala Mukendi (22 november 1939–2015), voetballer en voetbalcoach
- Michel De Roeck (6 mei 1954-2005), Belgisch kunstschilder
- Janry (2 oktober 1957), Belgisch stripauteur
- Anthony Vanden Borre (24 oktober 1987), Belgisch voetballer